# Szűz Mária születése fatemplom (Ispánmező)
Az ispánmezői Szűz Mária születése fatemplom műemlékké nyilvánított épület Romániában, Beszterce-Naszód megyében. A romániai műemlékek jegyzékében a  BN-II-m-A-01704 sorszámon szerepel.